# 20532 Benbilby
20532 Benbilby è un asteroide della fascia principale. Scoperto nel 1999, presenta un'orbita caratterizzata da un semiasse maggiore pari a 2,5380934 UA e da un'eccentricità di 0,0961670, inclinata di 3,72451° rispetto all'eclittica.